# Marta Bastianelli
Marta Bastianelli, född 30 april 1987 i Velletri, är en italiensk tävlingscyklist. Bastianelli tävlar för det danska stallet Team Virtu.

## Juniorkarriär
Bastianelli tog hem silvermedaljen på världsmästerskapens linjelopp för damernas juniorklass under året 2004 bakom nederländskan Marianne Vos.

## Professionell karriär
Marta Bastianelli startade sin karriär för Safi-Pasta Zara Manhattan inför året 2006. Ett år senare slutade hon två i de europeiska mästerskapen och på Tour de Saint-Marin. Hon tog också tredje platsen på Grand Prix de Plouay.
Marta Bastianelli vann damernas linjelopp i världsmästerskapen i Stuttgart under året 2007. Italienskan vann framför nederländskan Marianne Vos och hennes italienska lagkamrat Giorgia Bronzini.
Under året 2008 slutade hon på åttonde plats i Flandern runt, tvåa i Flèche Wallonne, slutade på 13:e plats i de europeiska mästerskapen och slutade på nionde plats i Giro d'Italia Donne.
Efter de europeiska mästerskapen testade hon positivt för en förbjuden substans, fenfluramin som finns i vissa bantningsmedel. Detta innebar att hon inte fick starta i de Olympiska sommarspelen 2008 startade. Bastianelli blev avstängd under ett år av den italienska olympiska kommittén (CONI). Avstängningen började den 7 augusti 2008 och slutade den 6 augusti 2009. När avstängningen närmade sitt slut bestämde Idrottens skiljedomstol att Bastianelli skulle vara avstängd ytterligare ett år.
Hon kom tillbaka till cykelklungan under året 2010 och slutade på tredje plats på den tredje etappen av Thüringen-Rundfahrt der Frauen.
Under året 2012 slutade hon tvåa i Euregio Ladies Tour och tog sedan bronsmedaljen i de italienska mästerskapens linjelopp bakom Giada Borgato och Silvia Valsecchi.
Året därpå körde Marta Bastianelli för det italienska stallet Faren - Let's Go Finland. Under året tog hon en andra plats på den andra etappen av den kinesiska tävlingen Tour of Chongming Island bakom australiern Annette Edmondson. Bastianelli slutade etapploppet på sjunde plats. Bastianelli vann den andra etappen av Tour Languedoc Roussillon, och slutade även tvåa på det franska loppets fjärde etapp.
Marta Bastianelli tog bronsmedaljen på de italienska mästerskapen 2014 i grenen keirin. Under året tävlade hon i teamet Estado de México-Faren Kuota.
Under 2015 körde hon för det italienska stallet Aromitalia - Vaiano. Hon vann hon den första etappen på  Giro Toscana Int. Femminile. I april slutade hon tvåa på etapp 4 av Giro d'Italia Internazionale Femminile bakom Annalisa Cucinotta. På etapp 5 av Trophée d'Or tog hon hem andra platsen bakom Loren Rowney. Det var en placering som ledde till att hon tog hem tredje platsen i loppets poängtävling. En vecka senare tog hon hem andra plats på den tredje etappen av Boels Rental Ladies Tour, bakom amerikanen Lauren Hall. 
Efter säsongen lämnade hon Aromitalia-Vaiano och körde i stället för Alé Cipollini. I februari 2016 vann Marta Bastianelli det belgiska loppet Omloop van het Hageland. I april slutade hon tvåa bakom Giorgia Bronzini i Grand Prix de Dottignies. Senare samma månad vann hon GP della Liberazione PINK. På Giro d'Italia Internazionale Femminile tog hon andra platsen bakom Bronzini på den näst sista etappen. Bastianelli vann sedan etapp 2 och 4 på Trophée d'Or Féminin. Hon tog också hem poängtävlingen. Under Lotto Belgium Tour slutade hon tvåa på etapp 3, en etapp som Annemiek Van Vleuten vann. Bastianelli slutade trea på endagsloppet Madrid Challenge By LA Vuelta bakom Wiggle High5:s cyklister Jolien D'Hoore och Chloe Hosking.
Marta Bastianelli vann GP della Liberazione PINK under säsongen 2017. Hon vann också etapp 1 av Emakumeen XXX. Bira. Under Giro d'Italia Internazionale Femminile tog hon hem andra platsen på den nionde etappen. Säsongen avslutades med en seger i Gran Premio Beghelli.
Säsongen 2018 startade med en vinst på etapp 2 i Setmana Ciclista Valenciana. Hon vann också Gent-Wevelgem, Grand Prix de Dottignies, Brabantse Pijl och Trofee Maarten Wynants. I juli tog hon andra platsen på etapp 4 av Giro d'Italia Internazionale Femminile. Senare samma månad vann hon etapp 3 av BeNe Ladies Tour. Bastianelli tog hem segern i linjelopp på de Europeiska Mästerskapen framför Marianne Vos och Lisa Brennauer. Under året tog hon också hem förstaplatsen på etapp 1 av Giro Toscana. Hon avslutade sedan säsongen med en andra plats i Gran Premio Bruno Beghelli bakom Elisa Balsamo.
Inför säsongen 2019 lämnade Bastianelli det italienska stallet Alé Cipollini och fortsatte till Team Virtu.